# موافقت اصولی
فیلم «موافقت اصولی» به کارگردانی و نویسندگی امیر پورکیان و تهیه کنندگی سید ضیاء هاشمی و  مدیرتولید  حسین رامه  و با سرمایه گذاری سیاوش امین پور، محصول سال ۱۳۹۸ است.
این فیلم مضمونی اجتماعی دارد که با کمی نگاه طنز به موضوعات مختلف، مسائل و مشکلات اجتماعی و سیاسی می‌پردازد.

## بازیگران
- بهاره افشاری
- آرمان درویش
- بیتا فرهی
- بنیامین بهادری
- علی استادی
- ویدا جوان
- مصطفی قدیری
- محمود آسمانی